# زنگوله (مقام موسیقی)

محل صداهای مقام زنگوله بر روی پرده‌های سازهایی مثل تار، سه‌تار و عود که با فاصلهٔ چهارم درست کوک شده‌اند.

زنگوله یا زنگله یک مقام موسیقی است. در موسیقی قدیم ایران، زنگوله یکی از دوازده مقام اصلی بوده‌است. در برخی از متون از این مقام با نام نهاوند هم یاد شده‌است.
این مقام را به همراه مقام‌های رهاوی، حسینی، بزرگ و زیرافکند، مقامی حزن‌آور می‌دانستند. البته صفی‌الدین ارموی، این مقام را مقام خواب (شدّ النوم) نیز معرفی کرده‌است. این مقام در موسیقی دستگاهی ایران به شکل آهنگی موزون، در اغلب دستگاه‌ها به کار می‌رود. همچنین به نظر می‌رسد که این مقام در گذشته آهنگی موزون و بانشاط بوده‌است، و هم‌اکنون تنها بخشی از آن به شکل ریتمی موزون در موسیقی دستگاهی به یادگار مانده‌است. مولوی در شعری به مقام زنگوله اشاره می‌کند:
| درخواب کرده‌ای ز رهاوی مرا کنون |  | بیدار کن به زنگوله‌ام کانم آرزوست |

## تاریخچه
زنگوله تا پیش از زمان صفی‌الدین ارموی با نام نهاوند شناخته می‌شده ولی از آن زمان دیگر در موسیقی ایران با نام نهاوند شناخته نمی‌شود. محمد بن محمود بن محمد نیشابوری در رسالهٔ موسیقی خود (قرن ششم هجری) می‌نویسد که پیامبر اسلام قرآن را در پردهٔ نهاوند می‌خوانده‌است.
در تحول مقام به دستگاه، زنگوله به عنوان یک دستگاه در موسیقی ایرانی باقی نمانده بلکه تبدیل به گوشه‌ای در دستگاه‌های مختلف شده. اما در مقام موسیقی عربی کماکان زنگوله با نام «زنک کلاه» یا با نام دیگرش «نهاوند» به عنوان یک مقام اصلی یا فرعی باقی مانده‌است.

## موسیقی ایرانی
توصیف مقام زنگوله در رسالهٔ شرفیهٔ صفی‌الدین ارموی با شکل زیر سازگار است:

درجات مقام زنگوله بر اساس رسالهٔ شرفیهٔ صفی‌الدین ارموی.

فرصت الدوله شیرازی، از نهاوند بین شعبه‌های بیست‌وچهارگانه نام نبرده‌است، اما فرهاد فخرالدینی آن را جزو این شعبه‌ها قلمداد کرده و فواصل آن را به شکل زیر توصیف کرده‌است:

درجات شعبه نهاوند به گفتهٔ فخرالدینی.

### گوشه زنگوله
در موسیقی دستگاهی ایران در مورد مفهوم و طبقه‌بندی گوشهٔ زنگوله توافق نیست. فرهاد فخرالدینی گوشهٔ زنگوله را هم در دستگاه ماهور، هم در سه‌گاه، هم در چهارگاه، هم در نوا، و هم در راست‌پنج‌گاه طبقه‌بندی می‌کند، و معتقد است که این گوشه اساساً بابت داشتن الگوی ریتمیک سه چهارم (با نماد 3
4) شناخته می‌شود. فخرالدینی برای توصیف گوشه‌های دیگری که ضرب‌آهنگ 3
4 دارند نیز از لفظ «دارای ریتم زنگوله» استفاده کرده‌است. در مقابل، داریوش طلایی زنگوله را در آواز بیات ترک و راست‌پنج‌گاه طبقه‌بندی می‌کند و اشاره‌ای به ضرب‌آهنگ خاصی برای آن نمی‌کند.
در دستگاه سه‌گاه و چهارگاه، گوشهٔ دیگری به نام پیش‌زنگوله هم تعریف می‌شود که معمولاً قبل از زنگوله اجرا می‌شود و بابت الگوی ریتمیک دو چهارم (با نماد) شناخته می‌شود.

### گوشه نهاوندی
همچنان که بالاتر ذکر شد، مقام زنگوله در برخی متون نهاوند نامیده می‌شده‌است. در ردیف موسیقی ایرانی علاوه بر زنگوله، گوشه‌ای مستقل به نام نهاوندی نیز وجود دارد که در دستگاه سه‌گاه طبقه‌بندی می‌شود.

## موسیقی ترکی
در موسیقی ترکی زنگوله یکی از مقام‌های اصلی است که به شکل زیر تعریف می‌شود:

درجات گام زنگوله در موسیقی ترکی

به بیان دیگر، مقام زنگوله حاصل ترکیب دو دانگ حجاز است.

## موسیقی عربی
در موسیقی عربی، نهاوند یکی از خانواده‌های مقام است که شامل مقام‌های فرعی دیگر نیز می‌شود. در موسیقی عربی مقام نهاوند متشکل از دو جنس است؛ دانگ اول از جنس نهاوند و دانگ دوم از جنس حجاز تشکیل شده‌است. از نظر فواصل، این مقام با گام کوچک هماهنگ در موسیقی کلاسیک غربی مطابقت دارد. یکی از مقام‌های دیگر همین خانواده، مقام فرح‌افزا است که از نظر درجات با مقام نهاوند یکسان است و تفاوت در آن است که از نت سل شروع می‌شود.
بنت الشلبیه (که توسط فیروز خوانده شده‌است) یکی از قطعه‌های معروف عربی در مقام نهاوند است.

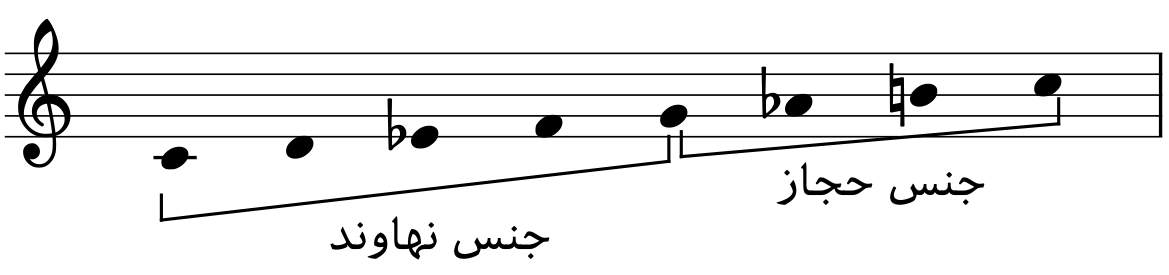
درجات مقام نهاوند در موسیقی عربی